# 莱切省圣切萨里奥
莱切省圣切萨里奥（義大利語：San Cesario di Lecce）是意大利莱切省的一个市镇。总面积7平方公里，人口8254人，人口密度1179.1人/平方公里（2009年）。ISTAT代码为075068。